# Jurnalul Annei Frank (miniserie TV din 2009)
Jurnalul Annei Frank (în engleză The Diary of Anne Frank) este o adaptare BBC, în asociere cu France 2, a Jurnalului Annei Frank, scris de Anne Frank și adaptat pentru televiziune de Deborah Moggach.
El a fost difuzat în perioada 5-9 ianuarie 2009, în cinci episoade cu durata de o jumătate de oră. Reprezentanții BBC au declarat că „speră că această dramă o va aduce vie pe Anne [Frank] mai aproape de telespectatorii de toate generațiile”. Un DVD al miniseriei a fost lansat pe 12 ianuarie 2009. Filmul a fost difuzat, de asemenea, de postul public de televiziune Public Broadcasting Service (PBS) din Statele Unite ale Americii pe 11 aprilie 2010, ca parte a seriei Masterpiece. Durata filmului a fost redusă de la 150 de minute la 100 pentru a putea fi difuzat într-o seară, în loc de cinci seri.

## Episoade

### Iunie 1942

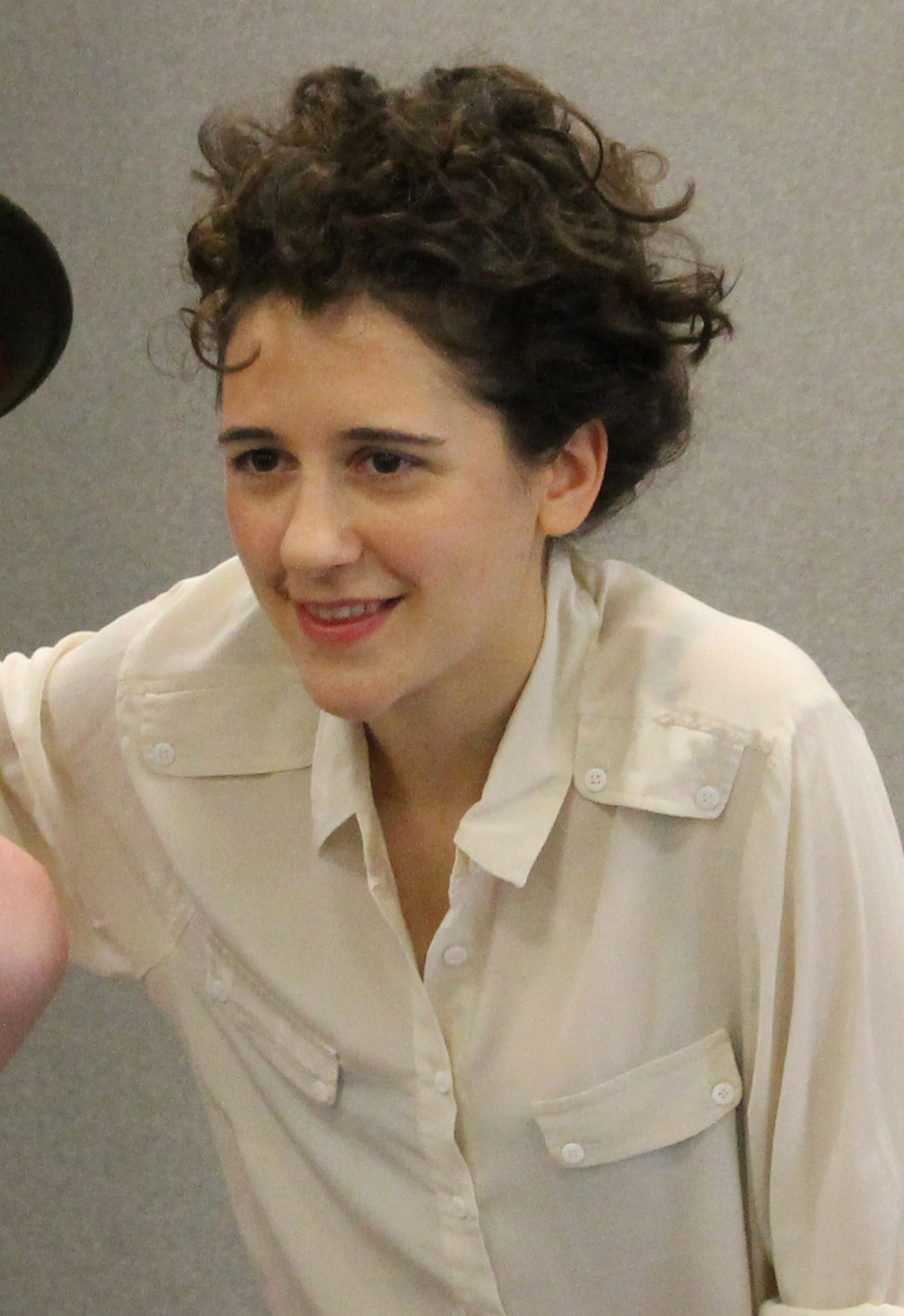
Actriță engleză Ellie Kendrick, interpreta Annei Frank.

Miniseria începe în iunie 1942, în timpul războiului și în Amsterdamul ocupat de naziști. Annelies Marie Frank, o adolescentă evreică, sărbătorește împlinirea vârstei de 13 ani, iar printre cadourile primite este și un jurnal cu coperți roșii. Câteva zile mai târziu, sosețte o citație pentru sora ei în vârstă de 16 ani, Margot, iar părinții ei, Otto și Edith, decid să urgenteze planul de a se ascunde pentru a se asigura că membrii familiei nu vor fi despărțiți.
În dimineața următoare, 6 iulie 1942, membrii familiei Frank se duc la sediul companiei distribuitoare de condimente și pectină pe care o administra Otto. Ei urcă într-o Anexă Secretă aflată în partea din spate a clădirii. Numai funcționarii de încredere de la birou, precum Miep Gies, știu de existența lor și sunt de acord să-i ajute să supraviețuiască. În anexă trebuie respectate reguli stricte, iar cei de acolo nu trebuie să facă zgomot în timpul orelor de lucru. Otto și Edith dorm într-o cameră, iar Margot și Anne într-o cameră alăturată. În partea de sus a clădirii este o mansardă scoase din uz pentru depozitarea alimentelor. Aceasta devine curând refugiul Annei, de unde ea se uită afară la un castan și la turnul Westerkerk.
La început, Edith și Margot consideră claustrarea ca fiind greu de suportat, în timp ce Otto și Anne cos draperiile negre pentru ca mișcarea din interior să nu fie observată afară. Familiei Frank i se alătură curând familia Van Daan, formată din domnul și doamna van Daan și fiul lor adolescent, Peter. Sosirea lor animă viața din ascunzătoare, dar produce, de asemenea, tensiune, mai ales ca urmare a faptului că Peter și-a adus pisica lui de companie. Anne continuă să scrie în jurnalul ei.

### Octombrie 1942
Acțiunea se petrece în octombrie 1942. În anexa secretă, achterhuis, toaleta este înfundată și tatăl ei, Otto, este nevoit să încerce să o desfunde manual. Protectorii lor din birourile de jos cheamă un instalator, iar familia este îngrozită că el va trebui să urce în anexă.
Anne o consideră pe doamna van Daan din ce în ce mai greu de suportat, din moment ce ea îi dă ordine și o critică într-un mod în care părinții ei liberali nu o fac niciodată. Cu timpul, încep să se obișnuiască unii cu alții, iar viața intră în rutină. Otto începe să le supravegheze studiile școlare, astfel încât fetele să nu rămână în urma colegilor după război. În timpul unui raid aerian, Anne este atât de speriată încât fuge la tatăl ei pentru a o liniști.
Într-o zi Anne o invită pe Miep și pe soțul ei, Jan, să rămână la cină și să înnopteze în camera ei. Când ei sunt de acord, Anne întocmește un meniu special în onoarea lor, iar doamna van Daan gătește pentru ei. Dar Miep aduce o veste proastă, pe care ea spune doar membrilor familiei Frank: apartamentul familiei van Daan a fost răscolit de poliție și toate bunurile lor au fost confiscate. O altă persoană este adusă, de asemenea, în anexă, un dentist numit Dussel, care va dormi în camera Annei, ocupând patul lui Margot.

### Noiembrie 1942
În noiembrie 1942 viața din anexă este intrată în rutină, deși mai există încă certuri. Otto este șocat să afle că clădirea a trebuit să fie vândută. Ei se tem că noul proprietar va cere să vadă anexa și că vor fi descoperiți. Contractul nu va fi modificat însă timp de câteva luni, așa încât pericolul este depășit.
MIep le spune că băcanul de la care cumpărau alimente a dispărut și îi aduce domnului Dussel o scrisoare și un colet cu alimente de la logodnica lui - acest gest o enervează pe Anne, care crede că el îi supune unui risc mare. Părinții ei sunt de acord, dar nu doresc să intervină. În acea seară Anne o ajută pe mama ei să-și spele părul și ele sunt pentru prima dată după o lungă perioadă atât de aproape una de alta. În curând este Hanuka și toată lumea din anexă se adună pentru ceremonie în jurul mesei.
Penuria de alimente se agravează și Bep Voskuijl de la birou vine în anexă în fiecare zi pentru a lua masa de prânz. Anne îi cere domnului Dussel să-i permită să folosească biroul din dormitorul comun după un program stabilit, dar el nu este de acord. Otto discută cu Dussel și îl convinge cât de important e scrisul pentru Anne. Domnul Dussel începe, de asemenea, să învețe limba spaniolă pentru a o folosi în viața lui de după război.

### Iunie 1943
Este iunie 1943 și Anne visează aniversarea vârstei de 14 ani. Dintr-o dată se trezește și își amintește că se află în anexă. Familia ei îi oferă tot ce poate, dar singurul cadou care o bucură cu adevărat este un baton de ciocolată.
În plus, haine purtate încep să se uzeze, iar familiile nu au bani pentru a le înlocui. Familia van Daan are tot mai puțini bani și se ceartă atunci când domnul propune vânzarea hainei de blană a soției sale. Otto le măsoară pe Anne si Margot la perete și constată că Anne a crescut cu trei centimetri în ultimul an. Ei află de la postul de radio BBC de capitularea Italiei (septembrie 1943).
Anne se transformă într-o femeie tânără și este uimită de schimbările fizice și emoționale pe care le suferă. Începe să aibă ciclu menstrual și devine conștientă de sexualitatea feminină. Începe chiar să se uite altfel la Peter. Când Peter urcă în mansardă ea îi spune că îl vede diferit acum și își cere scuze pentru că l-a tachinat în trecut. El o invită să-l însoțească la depozit pentru a aduna cartofi. Cu toate acestea, când a coborât jos după cartofi, Petru a uitat să descuie ușa din față, forțându-i pe angajați să o spargă. Mai târziu, dorind să-și prezinte sentimentele, Anne le scrie părinților ei o scrisoare jignitoare.

### Mai 1944
Familia Frank este trezită în mai 1944 de zgomotul produs de un intrus. Când zgomotele par să se oprească, Otto și Peter coboară pentru a bloca ușa din față astfel încât să nu atragă atenția poliției, dar descoperă că hoții sunt încă acolo și fug înapoi în anexă. În dimineața următoare, domnul Kugler îi informează că hoții au luat o mulțime de obiecte de valoare și că ei trebuie să fie mai atenți.
Tensiunea și căldura verii încep să se simtă tot mai mult. Penuria de alimente se înrăutățește și autoritățile au confiscat toate radiourile. Din fericire, domnul Kleiman le dă, în secret, un alt aparat de radio. Pe măsură ce raidurile aeriene se întețesc, Anne este nevoită să fugă sus și jos pe scările anexei. Dar cei opt refugiați încearcă să-și păstreze moralul și sunt încântați atunci când Miep găsește niște unt pentru a coace un tort mic pentru ziua de naștere a lui Edith.
În cele din urmă, coșmarul lor devine realitate atunci când SD și poliția olandeză pătrund în clădire (4 august 1944). Pe măsură ce toți evreii ies unul după unul spectatorii află destinația fiecăruia dintre ei și perioada în care au murit. În scena finală, Miep găsește jurnalele Annei împrăștiate pe podea și se apleacă să le ridice.

## Producție
Filmările la miniseria BBC Jurnalul Annei Frank au început în luna octombrie 2007, în Marea Britanie.

## Distribuție
- Ellie Kendrick - Anne Frank
- Iain Glen - Otto Frank
- Tamsin Greig - Edith Frank
- Ron Cook - Hermann van Daan
- Lesley Sharp - Petronella van Daan
- Nicholas Farrell - Albert Dussel
- Kate Ashfield - Miep Gies
- Geoff Breton - Peter van Daan
- Felicity Jones - Margot Frank
- Hayley White - Hanneli Goslar (necreditată)

## Aprecieri critice
Cronicarul Michael Fox de pe jweekly.com a scris următoarele:
Șaizeci și cinci de ani mai târziu și în ciuda staturii sale legendare, Anne Frank încă apare ca un adolescent obișnuit, normal, cu vise nerealiste - și nerealizate în mod tragic - cu privire la viitorul ei. Ea acordă o importanță supremă propriilor ei capricii și nevoi, cere satisfacție imediată și are doar un strop de toleranță pentru ceea ce percepe ca o lume compromisă și deformată a adulților.
Pe măsură ce se desfășoară, totuși, adaptarea britanică pentru televiziune a Jurnalului Annei Frank prezintă irezistibil și în creștere voința subiectului ei ca o determinare de a stabili o identitate și un loc semnificativ în lumea postbelică ce va veni curând... Este năruirea fără milă a acestui potențial — visul distrus atunci când Gestapo-ul a pătruns în adăpostul familiei ei din Amsterdam în 1944, după doi ani lungi de trai ascuns — ceea ce este, și a fost dintotdeauna, tragedia pătrunzătoare a vieții Annei Frank.
Construit solid și cu un ritm puternic, Jurnalul Annei Frank are loc aproape în întregime (după primele cinci minute) în anexa secretă de deasupra depozitului și biroului lui Otto Frank. El se limitează la evenimentele înregistrate de eroina noastră neintenționată - ceea ce înseamnă că acei telespectatori mai tineri care nu sunt familiarizați cu implementarea sistematică și continuă a Soluției Finale a naziștilor nu vor avea parte de prea multe detalii.
Anne Frank a fost mult timp o icoană pentru evrei și un simbol al Holocaustului pentru neevrei, dar bănuiesc că publicul de masă va vedea această versiune un pic diferit. În epoca actuală, când mor copii în fiecare colț al lumii și „purificarea etnică” a devenit parte din vocabularul nostru, povestea Annei determină asocieri cu rasismul, cu persecuția și cu speranțele pierdute care trec dincolo de naziști și evrei.
Această producție are, de asemenea, o simțire mai contemporană datorită unei scene șocant de candide, în care Anne observă schimbările petrecute în corpul ei și admite existența unei stări de confuzie cu privire la pubertate. Acesta a fost unul din pasajele cu privire la sexualitatea Annei pe care Otto Frank le-a înlăturat înainte de publicarea inițială a jurnalului în 1947 și care au fost restaurate într-o ediție publicată după moartea sa din 1980.